# Naab (rivière)
Cet article concerne le fleuve bavarois. Pour l'artiste de musique électronique, voir Naab (artiste).
 (janvier 2016).
Si vous disposez d'ouvrages ou d'articles de référence ou si vous connaissez des sites web de qualité traitant du thème abordé ici, merci de compléter l'article en donnant les références utiles à sa vérifiabilité et en les liant à la section « Notes et références ».
La Naab est une rivière de Bavière, en Allemagne et un affluent du Danube.

## Géographie

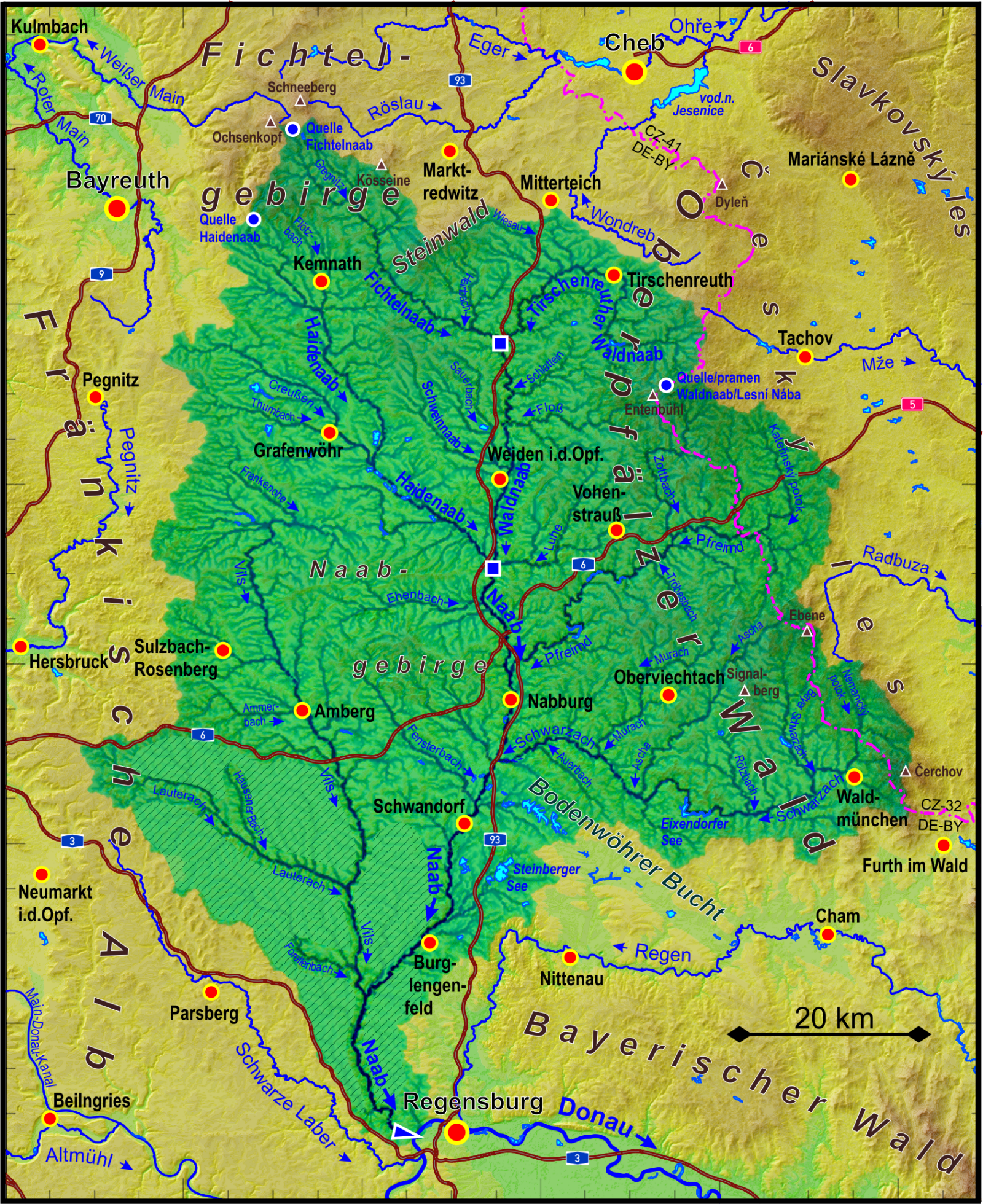
Bassin versant de la Naab

Elle naît de la réunion au nord de Weiden de la Haidenaab et de la Waldnaab. Après avoir traversé le Haut-Palatinat (nord-est de la Bavière) en coulant vers le sud, elle se jette en rive gauche dans le Danube en amont de Ratisbonne (Regensburg). Sa longueur est d'environ 165 km.

### Caractéristiques
. 165 km de long
. Son bassin est de 5225 km2
. Son bassin collecteur est le Danube
. Son débit moyen est 49,9 m3/s